# Jean Paul Riopelle
Jean Paul Riopelle, né le 7 octobre 1923 à Montréal et mort le 12 mars 2002 à Saint-Antoine-de-l'Isle-aux-Grues, est un peintre, graveur et sculpteur canadien.

## Biographie
Jean Paul Rosaire Riopelle, né à Montréal le 7 octobre 1923, est le fils de Léopold et Anna Riopelle.

### Formation
Jean Paul Riopelle commence à dessiner très jeune. En 1929, son père Léopold le confie à un artiste montréalais, Henri Bisson, professeur de dessin à l'école Saint-Louis-de-Gonzague à Montréal. Ils se retrouvent chaque samedi pendant une dizaine d'années pour peindre des paysages, des personnages et des natures mortes. Son jeune frère Pierre meurt en 1930. Cette expérience avec la mort lui laisse des traces profondes. Ses parents espèrent qu'il devienne architecte ; il est étudiant, en 1939 et 1940, à l'École polytechnique de Montréal, et suit également des cours d'architecture durant deux ans. Il peint ses premiers paysages à Saint-Fabien, au Bas-Saint-Laurent.

### Carrière

#### Les années 1940
Dans les années 1940, Jean Paul Riopelle suit des cours à l'École des beaux-arts de Montréal et à l'École du meuble de Montréal. Il poursuit son domaine d’artiste malgré ses parents qui cessent de lui venir en aide. Il devient membre du mouvement artistique des Automatistes et l’un des signataires du manifeste Refus global, qui souhaitait dépasser les schémas traditionnels de la figuration comme de l'abstraction géométrique. Il participe à la première exposition du groupe à Montréal en 1946. Il épouse la même année Françoise Lespérance.
En 1947, il s'installe à Paris, où il continue sa carrière en tant qu'artiste. Il fait la connaissance de plusieurs artistes et écrivains. C'est à ce moment qu'il devient réellement automatiste, rencontrant les surréalistes et son fondateur André Breton. Il le surnomme par ailleurs « le trappeur supérieur ». Il se lie également avec l'écrivain et critique d'art Georges Duthuit qui le soutient. Il participe à divers salons dont le Salon de mai.
À la naissance de sa fille Yseult en 1948, le couple Riopelle revient séjourner au Québec. La parution du Refus global provoque plusieurs remous. La famille retourne s'installer à Paris en décembre. Jean Paul Riopelle obtient sa première exposition individuelle en 1949 à la galerie Nina Dausset, et une seconde l'année d'après à la galerie Raymond Creuze. Entre-temps, sa fille Sylvie voit le jour. Jean Paul Riopelle participe à plusieurs expositions, dont celle intitulée Véhémences confrontées, organisée par le peintre Georges Mathieu. Durant cette période, il expérimente plusieurs techniques : pinceaux, empâtements, projections de peinture, couteaux et spatules.

#### Les années 1950
Riopelle rencontre le succès en 1953 lorsque Pierre Loeb lui achète une grande partie de sa production. Il expose régulièrement à la galerie Pierre Matisse, à New York. Il est présent à la Biennale de Venise en 1954 ainsi qu'à celle de São Paulo l'année suivante. Il voyage aux États-Unis, où il se lie d'amitié avec Franz Kline et avec Joan Mitchell qui deviendra sa compagne.
Vers 1958, il réalise ses premières sculptures. Il s'installe pour un an à East Hampton, où il s'adonne à la sculpture. De retour à Paris, il rencontre Sam Szafran, qui l'aide pour exposer ses sculptures et l'initie à la technique du pastel. Dans les années qui suivent, il recourt à des techniques variées : le pastel, la lithographie, le collage, le niellage, l'estampe, la céramique, etc. La référence à la nature devient plus explicite. Riopelle commence à introduire des éléments figuratifs.

#### Les années 1960
Riopelle rencontre un succès grandissant, représente à nouveau le Canada à la Biennale de Venise en 1962, expose régulièrement à la galerie Maeght à Paris et obtient une grande rétrospective à la Galerie nationale du Canada (actuel Musée des beaux-arts du Canada) en 1963, et au Musée du Québec (actuel Musée national des beaux-arts du Québec) en 1967. Il obtient une commande pour l'aéroport de Toronto, sa plus grande toile, Point de rencontre (426 × 549 cm) qui sera offerte par le gouvernement canadien à la France en 1989, à l'occasion du bicentenaire de la Révolution française, et qui est maintenant conservée à l'opéra Bastille à Paris. À partir de 1968, le thème animalier se retrouve de plus en plus dans ses sculptures.
Ses séjours au Québec deviennent plus fréquents. En 1968, il rencontre Champlain Charest. Avec lui, il s'adonne à la chasse et à la pêche au cours des années 1970 dans le Nord et le Grand Nord du Québec et du Canada, voyages qui lui inspireront les séries Jeux de ficelles (1971-1972), Rois de Thulé (1973) et Icebergs (1977).
Dès 1960, l'artiste introduit dans son œuvre des représentations totémiques d'animaux dont le hibou qui règne sur son atelier.

#### Les années 1970
En 1973, Riopelle est récipiendaire du prix Louis-Philippe-Hébert, remis par la Société Saint-Jean-Baptiste de Montréal. En 1974, il se fait construire un atelier-résidence au 312, boulevard de l'Estérel à Sainte-Marguerite-du-Lac-Masson, dans les Laurentides. Il partage son temps entre cet atelier et celui qu'il possède en France, à Saint-Cyr-en-Arthies. Il réalise sa série de toiles en noir et blanc intitulée Iceberg. En 1976, sa sculpture fontaine La Joute, entreprise dès 1969, est installée au Stade olympique de Montréal. En 1979, il travaille avec Hans Spinner à la production d'un mur de 61 éléments en céramique pour la fondation Maeght.

#### Les années 1980
Au début des années 1980, Riopelle consacre plusieurs œuvres aux oies sauvages, thème récurrent jusqu'en 1992. Il subit deux blessures sérieuses avec fractures à la colonne vertébrale qui l'obligent à de longs séjours de réadaptation.

#### Les années 1990
Riopelle revient au Québec définitivement en 1990. Sa production est abondante. Une importante rétrospective lui est consacrée en 1991 pour l'inauguration du pavillon Jean-Noël Desmarais du Musée des beaux-arts de Montréal. Il fait l'acquisition du Manoir McPherson-Lemoine, aussi appelé le Domaine seigneurial de l'Île-aux-Grues, une maison patrimoniale de 1769 sur l'Isle-aux-Grues, où il résidera jusqu'à sa mort. De ce domaine, en bord du Saint-Laurent, il scrutait le moindre mouvement des oies blanches, qui deviendra son principal sujet de peinture jusqu'à sa mort. Il profite de cette proximité avec la nature pour renouer avec la figuration.
Riopelle a passé plusieurs années à perfectionner la technique du all-over, qui consiste à éliminer toute forme de perspective dans le tableau au moyen d'éclats de peinture en couches multiples, technique picturale emblématique de l'artiste américain Jackson Pollock. Par la suite, il se tourne vers la peinture au pochoir avec des bombes en aérosol. Il termine sa carrière avec quatre premiers prix internationaux et devient, par le fait même, l'un des plus grands peintres de l'histoire du Canada.

#### Les années 2000
À sa mort le 12 mars 2002, le gouvernement du Québec lui réserve des obsèques nationales. Sa fille Yseult a entrepris en 1987 la production d'un catalogue raisonné des œuvres de son père.

## Postérité

### Les années 2010
En octobre 2019, la Fondation Jean Paul Riopelle est créée. Elle a pour but de valoriser le travail de la relève en arts visuels au Canada et à l'international, ainsi que de faire rayonner le travail du peintre automatiste. Un fonds d’archives orales sera constitué par la Fondation et l'Université Concordia pour le centenaire de naissance de Jean Paul Riopelle.

### Les années 2020
La Ville de Montréal donne le coup d'envoi des célébrations du 100e anniversaire de naissance de Riopelle en présentant au 625, rue Milton une peinture murale réalisée par Marc Séguin au cours de l'automne 2022,. En 2023, Robert Lepage présente, au Théâtre Jean-Duceppe, une pièce de théâtre sur la vie et l’œuvre de Jean Paul Riopelle interprétée par Luc Picard dans le rôle de Riopelle et Anne-Marie Cadieux dans le rôle Joan Mitchell,,. Un projet, le musée-atelier Riopelle conçu par Yseult Riopelle, fille du peintre, et l'architecte Pierre Thibault, devrait prendre place en 2024 sur l'Île aux Grues. Dans le même temps, le Musée national des beaux-arts du Québec compte avoir son propre espace Riopelle en 2025 et projette de réunir la « plus grande collection publique d’œuvres de Jean-Paul Riopelle au monde. »

### Rétrospectives notables
Une de ses œuvres les plus ambitieuse est L'Hommage à Rosa Luxemburg. Cette suite de trente tableaux fut créée en hommage à Joan Mitchell, lorsque Riopelle apprit sa mort en 1992. Riopelle a ceci de particulier qu'il est peut-être le seul peintre québécois du XXe siècle à avoir pleinement vécu la grande période parisienne de l'après-guerre. Une grande exposition, organisée par le Musée des beaux-arts de Montréal, a été présentée en 2006 à Saint-Pétersbourg au musée de l'Ermitage.

### Dans l'espace public
À Montréal, la place Jean-Paul-Riopelle a été aménagée en face du Palais des congrès avec le transfert de sa fontaine La Joute.
Réalisée par Marc Séguin avec MU, la murale L'art magnétique est inaugurée le 5 octobre 2022. L’œuvre de plus de 835 mètres carrés et 48 mètres de hauteur orne le mur du 625, rue Milton dans le quartier Milton Parc. Dans sa murale, Séguin utilise notamment l'oiseau emblématique de Riopelle,.
Parmi les 26 noms officiels qui rappellent le souvenir du peintre au Québec, la Réserve naturelle Jean-Paul-Riopelle est située à Saint-Antoine-de-l’Isle-aux-Grues.

### Centième anniversaire de naissance
Pour célébrer le centenaire de la naissance du peintre, une production multimédia intitulée Riopelle symphonique, utilisant la musique de Serge Fiori arrangée par Blair Thomson pour l’Orchestre symphonique de Montréal, a été présentée en février 2023 à la place des Arts de Montréal.
Le Projet Riopelle, une pièce de théâtre de la compagnie Ex Machina, mise en scène par Robert Lepage et mettant en vedette Luc Picard et Gabriel Lemire dans le rôle du peintre, à deux moment de sa carrière, sera présenté au Théâtre Jean-Duceppe à Montréal. Anne-Marie Cadieux et Noémie O’Farrell se partageront le rôle de sa compagne Joan Mitchell. La pièce a été jouée à Montréal du 25 avril au 8 juin 2023 et prendra l'affiche au théâtre Le Diamant de Québec du 19 octobre au 19 novembre.
Deux expositions ont été organisées à Paris pour l'occasion. À la galerie Clavé Fine Art dans le quartier Montparnasse, une vingtaine de peintures, sculptures et collages font partie de l'exposition D’un continent à l’autre tandis qu'au Centre Pompidou, sept œuvres de Riopelle, dont la peinture Chevreuse datant de 1954, sont mises à l'honneur.

## Œuvres

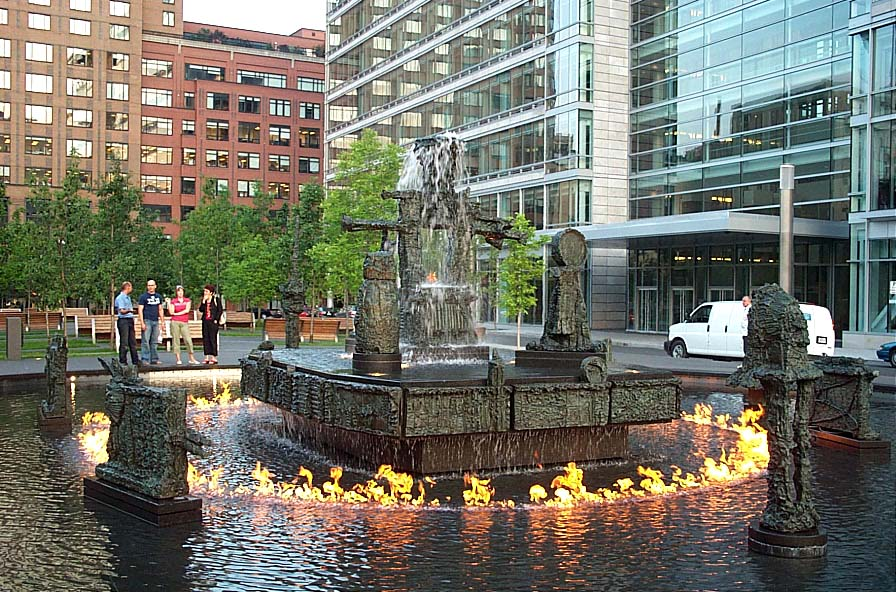
Jean Paul Riopelle, La Joute, 1969, Montréal, place Jean-Paul-Riopelle.

### Peinture
- Hibou premier, entre 1939 et 1941, huile sur carton entoilé, 40,5 × 30 cm, Québec, Musée national des beaux-arts du Québec[29].
- Saint-Fabien, 1944, huile sur toile collée sur carton, 30,4 × 41 cm, Québec, Musée national des beaux-arts du Québec[30].
- Composition abstraite, 1949, Truffert Collection.
- Le Perroquet vert, 1949, huile sur toile, 110,2 × 140 cm, Québec, Musée national des beaux-arts du Québec[31].
- Espagne, 1951, huile sur toile, 150 × 232 cm, Québec, Musée national des beaux-arts du Québec[32].
- Poussière de soleil, 1954, huile sur toile, 245,2 × 345,3 cm, Québec, Musée national des beaux-arts du Québec[33].
- Autriche, 1954[réf. nécessaire].
- Escalade, 1954, huile sur toile, 129,7 × 161,9 cm, Québec, Musée national des beaux-arts du Québec
- La Vallée de l'oiseau, 1954, huile sur toile, 96,5 × 195 cm, localisation inconnue[réf. nécessaire].
- La Roue (Cold Dog - Indian Summer), 1954-1955, Montréal, Musée des beaux-arts de Montréal[34]
- L'Île aux trésors, 1955, huile sur toile, 113,5 × 194,8 cm, Québec, Musée national des beaux-arts du Québec[35].
- Forêt artdente, 1955, localisation inconnue[réf. nécessaire].
- Le Joyeux vélo, 1956, huile sur toile, localisation inconnue[36].
- Perce-neige, vers 1956, huile sur toile, 27 × 19 cm, Québec, Musée national des beaux-arts du Québec[37].
- Heurt, 1957, huile sur toile, localisation inconnue[38].
- Passe-Montagne, 1958, localisation inconnue[réf. nécessaire].
- Composition abstraite, 1958, localisation inconnue[réf. nécessaire].
- Boqueteau, 1958, huile sur toile, 65 × 80,5 cm, Québec, Musée national des beaux-arts du Québec[39].
- Abstraction, 1958, huile sur toile, 59,7 × 75,2 cm, Québec, Musée national des beaux-arts du Québec[40].
- Chicago II, 1958, huile sur toile, 250 × 300 cm, Québec, Musée national des beaux-arts du Québec[41].
- Les Masques, 1964, huile sur toile, 195 × 357 cm, Québec, Musée national des beaux-arts du Québec[42].
- Composition, 1954, huile sur toile, 81 × 100 cm, Québec, Musée national des beaux-arts du Québec[43].
- Les Aigrettes, 1968, eaux-fortes.
- Hommage à Grey Owl, 1970, Montréal, Musée des beaux-arts de Montréal[44].
- Ficelle (série), 1972, localisation inconnue[réf. nécessaire].
- Mitchikanabikong, 1975, Paris, musée national d'Art moderne[45].
- La Mi-été chez Georges, 1975, Paris, musée national d'Art moderne[46].
- Soleil de minuit (Quatuor en Blanc), 1977, Montréal, Musée des beaux-arts de Montréal[47].
- Iceberg no 1, 1977, huile sur toile, 280 × 430 cm, Montréal, collection particulière[48].
- Pangnirtung, 1977, huile sur toile, 200 × 560 cm, Québec, Musée national des beaux-arts du Québec[49].
- Soufflé d'oies, 1982, acrylique, peinture en aérosol, bois et têtes d'appelants en plastique et en carton fixés sur papier monté sur panneau de bois dans un boîtier, 164,2 × 167,5 × 28,3 cm, Québec, Musée national des beaux-arts du Québec[50].
- Enseigne, 1982, localisation inconnue[réf. nécessaire].
- Le Bestiaire, 1989, acrylique, peinture en aérosol et collage sur papier marouflé sur toile, 655 × 400 cm, Québec, Musée national des beaux-arts du Québec[51].
- Sans titre, 1992, acrylique et peinture en aérosol sur bois, 203 × 151,5 cm, Québec, Musée national des beaux-arts du Québec[52].
- L'Hommage à Rosa Luxemburg, 1992, Québec, Musée national des beaux-arts du Québec, passage entre le pavillon central et le pavillon Pierre Lassonde[53].

### Sculpture
- La Victoire et le Sphinx, 1963, fonte de 1965, bronze, 172 × 156 × 182 cm, Québec, Musée national des beaux-arts du Québec[54].
- La Joute, 1969, Montréal, place Jean-Paul-Riopelle[55].
- Femme Hibou, 1969-1970, fonte de 1974, bronze 4/4, 111 × 48 × 48 cm, Québec, Musée national des beaux-arts du Québec[56].
- Le Chien, 1969-1970, fonte de 1974, bronze 4/4, 56,5 × 71 × 50 cm, Québec, Musée national des beaux-arts du Québec[57].
- La Tour, 1969-1970, fonte de 1974, bronze 1/4, 258 × 243 × 85 cm, Québec, Musée national des beaux-arts du Québec[58].
- Le Poteau, 1969-1970, fonte de 1974, bronze 1/4, 157 × 74 × 74 cm, Québec, Musée national des beaux-arts du Québec[59].
- Le Poisson, 1969-1970, fonte de 1974, bronze 1/4, 310 × 50 × 75 cm, Québec, Musée national des beaux-arts du Québec[60].
- L'Ours, 1969-1970, fonte de 1974, bronze 4/4, 154 × 122 × 106 cm, Québec, Musée national des beaux-arts du Québec[61].
- Hibou accompagné, 1970, fonte de 1991, bronze, bois et métal, tirage de 3, 139 cm (diamètre) × 20 cm (profondeur), Québec, Musée national des beaux-arts du Québec[62].
- Hibou-Totem, 1973, fonte de 1986, bronze 4/8, 39 × 19 × 22 cm, Québec, Musée national des beaux-arts du Québec[63].
- Hibou-Carnaval, 1973, fonte de 1986, Bronze 8/8, 29 × 29 × 16 cm, Québec, Musée national des beaux-arts du Québec[64].
- À l'affût, 1973, fonte de 1986, bronze 5/8, 31,5 × 33,6 × 19,2 cm, Québec, Musée national des beaux-arts du Québec[65].
- La Défaite[66].

Œuvres de Jean Paul Riopelle
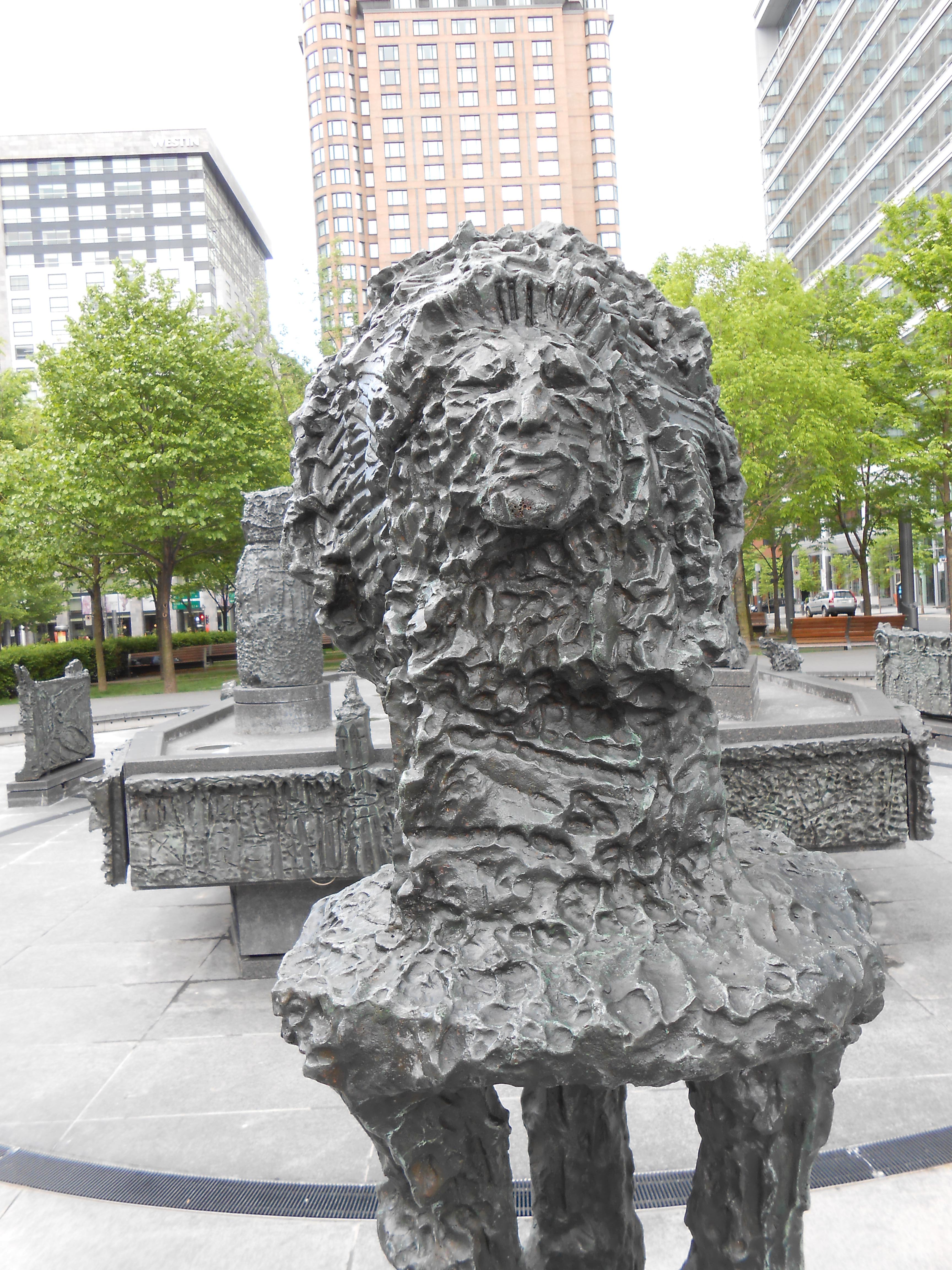
La Joute, 1969, détail, Montréal, place Jean-Paul-Riopelle.
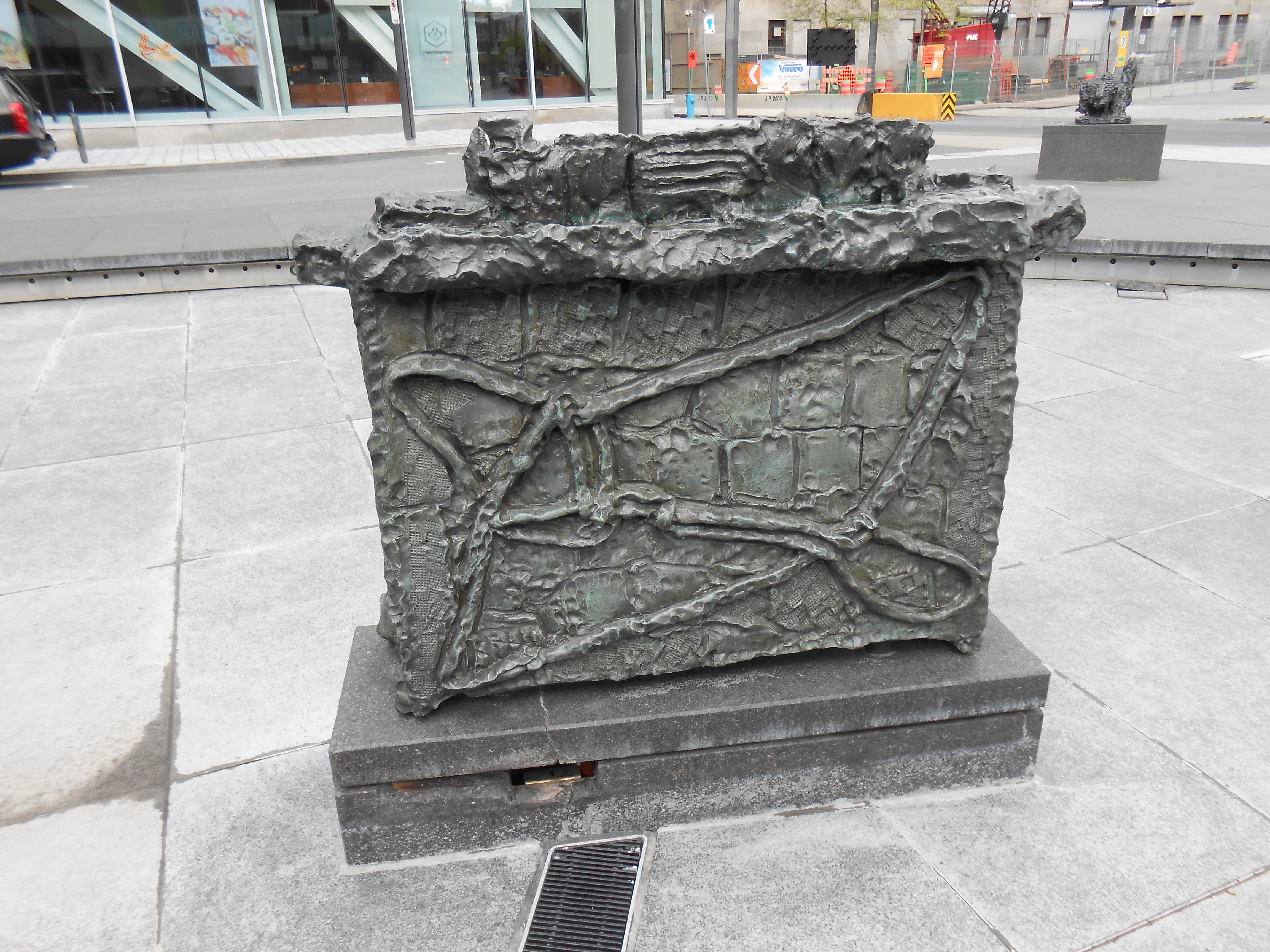
La Joute, 1969, détail, Montréal, place Jean-Paul-Riopelle.
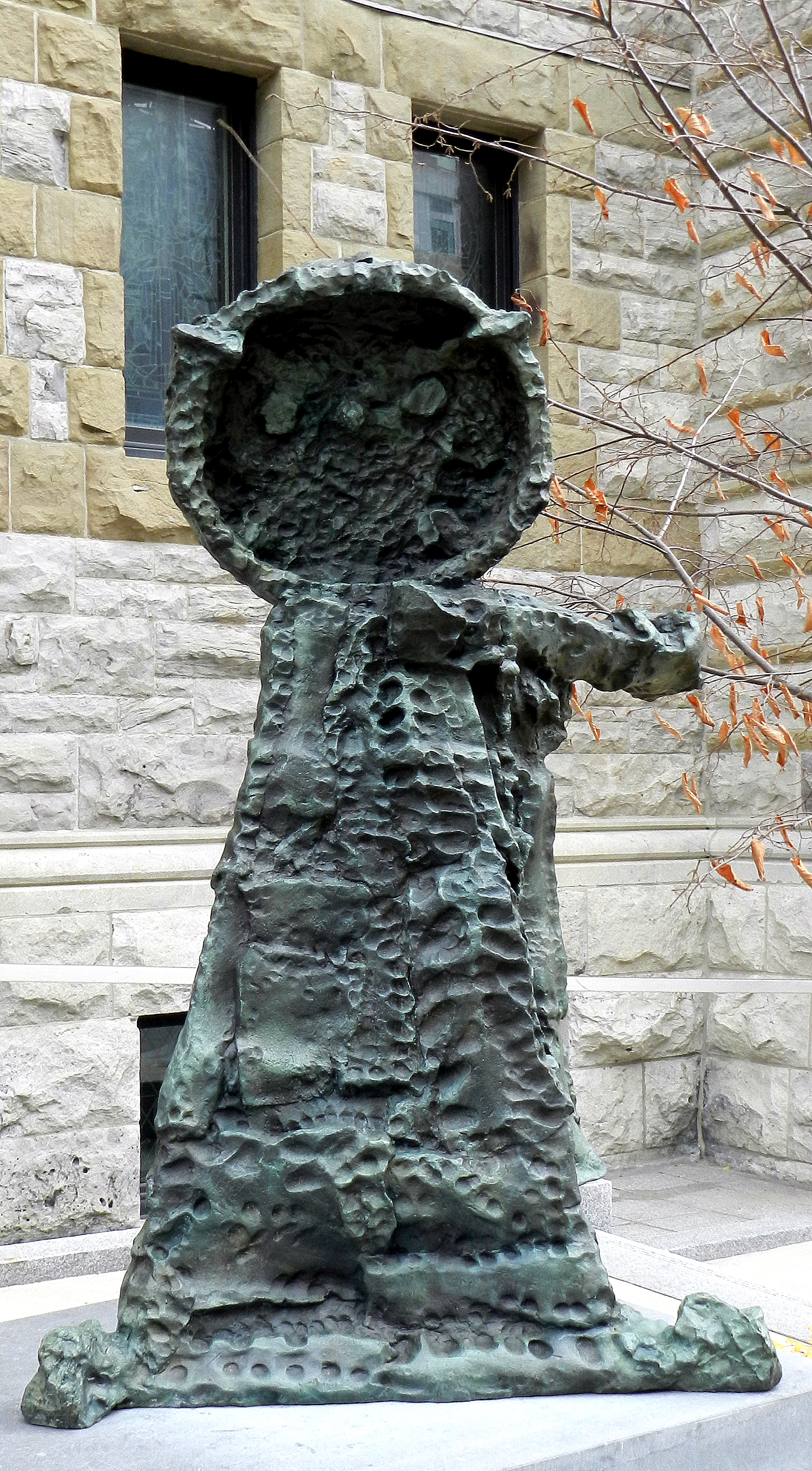
Hibou A, 1969-1970, Musée des beaux-arts de Montréal[67].
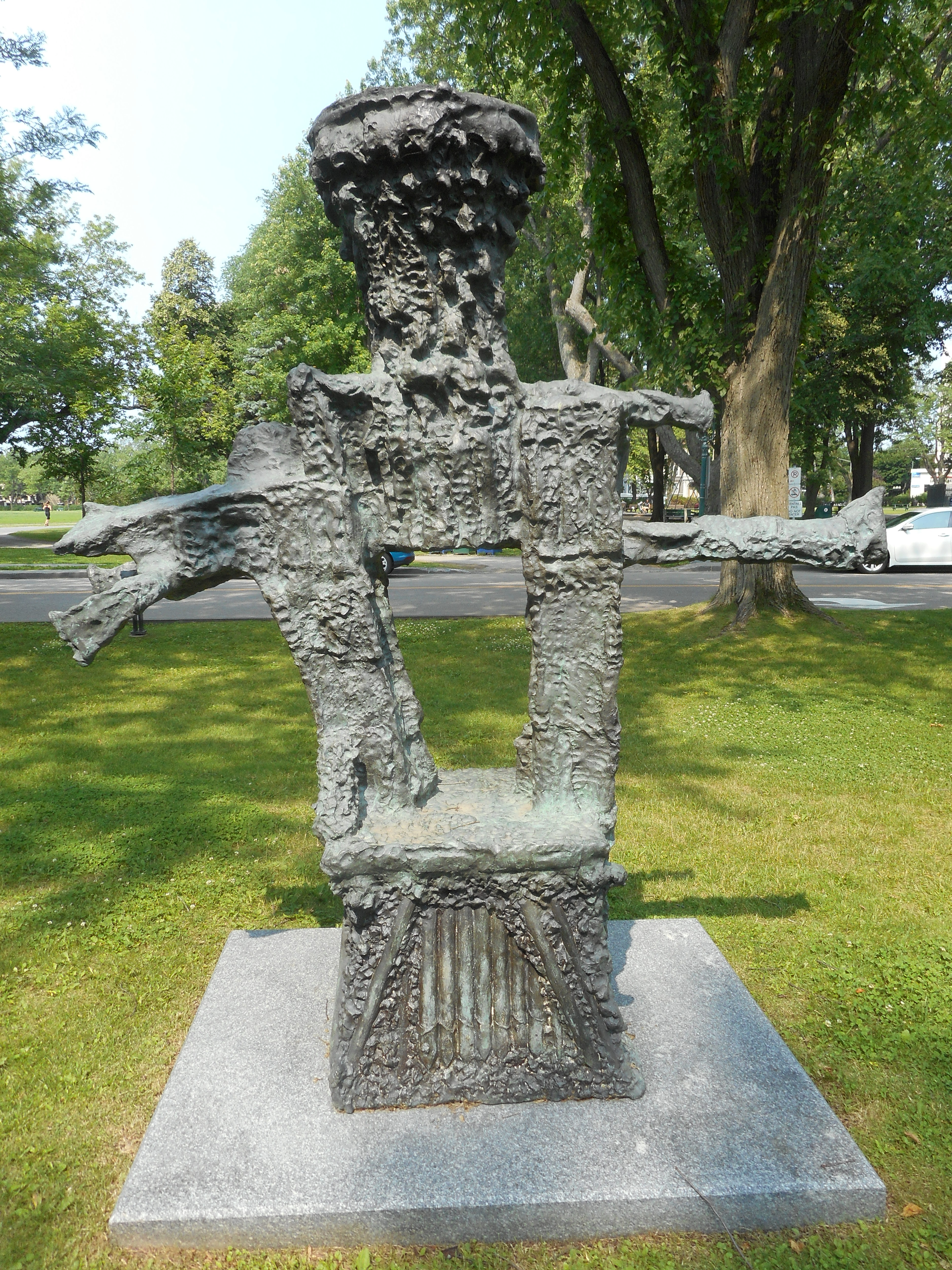
La Tour, 1969-1970, fonte de 1974, Québec, Musée national des beaux-arts du Québec, jardin de sculptures Julie et Christian Lassonde.

## Citations
- « Mes tableaux sont faciles à reconnaître. On croit voir des draps de lit sur lesquels un peintre en bâtiment aurait essuyé ses pinceaux[68]. »
- « Pour moi, une toile n'est jamais la reproduction d'une image. Ça commence toujours par une sensation vague, l'envie de peindre. Pas d'idée graphique. Le tableau commence où il veut… mais après, tout s'enchaîne. Ça c'est l'essentiel[69]… »

## Collections publiques
Allemagne
- Cologne, musée Ludwig[70].

Canada
- Joliette, Musée d'art de Joliette[71].
- Québec, Musée national des beaux-arts du Québec[72],[70].
- Montréal :
  - Musée d'art contemporain de Montréal[70] ;
  - Musée des beaux-arts de Montréal[70].
- Ottawa, Musée des beaux-arts du Canada[70].
- Toronto, Musée des beaux-arts de l'Ontario[70].
- Victoriaville, Musée Laurier[73].

États-Unis
- Washington, Hirshhorn Museum and Sculpture Garden[70].
- New York :
  - Musée Guggenheim[70],
  - Museum of Modern Art[70].

France
- Paris, musée national d'Art moderne[70].
- Rennes, musée des Beaux-Arts[70].

Iran
- Téhéran, musée d'Art contemporain[70].

## Expositions
- 1944 : 61e Salon du printemps du Musée des beaux-arts de Montréal, Montréal.
- 1947 : galerie du Luxembourg, Paris.
- 1949 : galerie la Dragonne de Nina Dausset, Paris.
- 1953 : galerie Pierre Matisse, New York.
- 1953 : Younger European Painters, musée Guggenheim, New York.
- 1956 : Œuvres récentes, chez Jacques Dubourg, Paris.
- 1956 : Gimpel Fils, Londres.
- 1962 : Jean Paul Riopelle, Peinture et sculpture, Biennale de Venise, Venise[9].
- 1981 : Jean Paul Riopelle, Peinture 1946-1977, du 30 septembre au 16 novembre 1981, musée national d'Art moderne, Paris[74].
- 1981-1982 : Jean Paul Riopelle, Peinture 1946-1977, 9 décembre 1981 au 24 janvier 1982, Musée national des beaux-arts du Québec, Québec.
- 1982 : Jean Paul Riopelle, Peinture 1946-1977, 16 juillet 1982 au 22 août 1982, Musée d'art contemporain de Montréal, Montréal.
- 1991-1992 : Jean Paul Riopelle, 26 novembre 1991 au 19 janvier 1992, Musée des beaux-arts de Montréal, Montréal.
- 2006-2007 : Riopelle. Œuvres de la collection de Power Corporation et du Musée des beaux-arts de Montréal, du 16 juin au 17 septembre 2006 au Musée de l'Ermitage, Saint-Pétersburg et du 3 novembre 2006 au 4 février 2007 au Musée Cantini, Marseille[75].
- 2014-2022 : Jean-Paul Riopelle. Métamorphoses. février 2014 - 2022, Pavillon Charles-Baillairgé, Musée national des beaux-arts du Québec[76].
- 2016 : Riopelle au Cap Tourmente, Maison Hamel-Bruneau, du 14 juin au 18 décembre 2016, Québec[77],[78].
- 2018 : Mitchell / Riopelle. Un couple dans la démesure, du 12 octobre 2017 au 22 janvier 2018 au Musée national des beaux-arts du Québec, Québec[79],[80].
- 2018 : Mitchell / Riopelle. Nothing in Moderation, du 18 février au 6 mai 2018 au Musée des beaux-arts de l'Ontario, Toronto.
- 2018-2019 : Mitchell / Riopelle. Un couple dans la démesure, du 16 décembre 2018 au 22 avril 2019 au Fonds Hélène et Édouard Leclerc pour la culture, Landerneau.
- 2020-2021 : À la rencontre des territoires nordiques et des cultures autochtones, 25 novembre 2020 au 12 septembre 2021, Musée des beaux-arts de Montréal, Montréal[81].
- 2021-2022 : À la rencontre des territoires nordiques et des cultures autochtones, 23 octobre 2021 au 21 février 2022, Audain Art Museum, Whistler[82].
- 2023 : Parfums d'ateliers, dans le cadre de « Riopelle 100 », année du centenaire de sa naissance, 1er juillet-12 novembre 2023, Fondation Maeght, Saint-Paul-de-Vence[83].

## Récompenses et distinctions
- 1952 : prix Unesco.
- 1954 : représente le Canada à la Biennale de Venise avec Bertram Charles Binning, Paul-Émile Borduas.
- 1955 : mention honorable à la Biennale de São Paulo.
- 1958 : mention au prix international Guggenheim.
- 1962 : représente le Canada à l'exposition internationale d'art de la Biennale de Venise.
- 1969 : officier de l’ordre du Canada[84].
- 1971 : 7e au concours des Maîtres de la peinture de Paris.
- 1973 : prix Louis-Philippe-Hébert.
- 1975 : compagnon de l'ordre du Canada.
- 1981 : prix Paul-Émile-Borduas.
- 1985 : grand prix de la Ville de Paris.
- 1988 : officier de l'ordre national du Québec[85].
- 1994 : grand officier de l'ordre national du Québec[85].